# Comuna Ližnjan, Istria
Ližnjan este o comună în cantonul Istria, Croația, având o populație de 3.965 de locuitori (2011).

## Demografie
Componența etnică a comunei Ližnjan
     Croați (75,49%)
     Italieni (4,24%)
     Sârbi (3,28%)
     Bosniaci (1,44%)
     Necunoscut (1,51%)
     Neclasificat (13,27%)
Componența confesională a comunei Ližnjan
     Catolici (76,47%)
     Fără religie și atei (11,2%)
     Musulmani (3,48%)
     Ortodocși (3,38%)
     Necunoscută (3,81%)
     Alte religii (1,66%)
Conform recensământului din 2011, comuna Ližnjan avea 3.965 de locuitori. Din punct de vedere etnic, majoritatea locuitorilor (75,49%) erau croați, existând și minorități de afiliați religios (10,04%), italieni (4,24%), sârbi (3,28%) și bosniaci (1,44%). Apartenența etnică nu este cunoscută în cazul a 1,51% din locuitori. Din punct de vedere confesional, majoritatea locuitorilor (76,47%) erau catolici, existând și minorități de persoane fără religie și atei (11,2%), musulmani (3,48%) și ortodocși (3,38%). Pentru 3,81% din locuitori nu este cunoscută apartenența confesională.